# جون كارول (لاعب كرة قدم)
جون كارول (بالإنجليزية: John Carroll)‏ هو لاعب قذف ولاعب كرة قدم أيرلندي، ولد في 16 يناير 1978 في دبلن في جمهورية أيرلندا. لعب مع Tipperary Senior Football Team ‏.